# 采拉赫
采拉赫是奥地利施蒂利亚州费尔德巴赫县的一个市镇。总面积23.78平方公里，总人口1780人，人口密度74.9人/平方公里（2001年）。